# Fente palpébrale
La fente palpébrale est définie comme étant "la distance du coin le plus interne de l'œil au coin le plus externe (ouverture des paupières).
L'obliquité des fentes palpébrales est un symptôme de certaines maladies génétiques. On parle de fentes palpérables mongoloïdes dans le cas du syndrome de Down. Dans d'autres syndromes génétiques, tel que le syndrome de Treacher Collins ou le syndrome de Sotos, il est question de fentes palpébrales antimongoloïdes, car les fentes sont d'une obliquité opposée à celles du syndrome de Down.  
Lorsque la femme enceinte consomme des boissons alcoolisées, les yeux de l'enfant qu'elle porte peuvent être atteints par cette exposition à l'alcool. Certains naissent avec des fentes palpébrales étroites, parce que leurs yeux sont plus petits.